# اوون آنزا
اوون آنزا (آلمانی: Owen Ansah؛ زادهٔ ۲۸ نوامبر ۲۰۰۰) دوندهٔ سرعت اهل آلمان است و اولین آلمانی است که ۱۰۰ متر را زیر ۱۰ ثانیه دویده است. او عناوین قهرمانی ملی آلمان را در مواد ۱۰۰ متر و دو ۲۰۰ متر به دست آورده است. او در مسابقات دو و میدانی اروپا ۲۰۲۴ در رشتهٔ ۴ × ۱۰۰ متر امدادی مردان موفق به کسب مدال برنز شد.

## زندگی حرفه‌ای
آنزا در هامبورگ بزرگ شد و در سال ۲۰۱۴ دو و میدانی را آغاز کرد. او در سال ۲۰۲۱، قهرمان آلمان در مادهٔ ۲۰۰ متر در براونشوایگ شد و زمان ۲۰.۸۹ ثانیه را ثبت کرد. در همان سال، او بخشی از تیم امدادی ۴x۲۰۰ متر آلمان بود که در مسابقات جهانی دو و میدانی ۲۰۲۱ موفق به کسب مدال طلا شد. او به عنوان بخشی از تیم امدادی سرعت آلمان به توکیو سفر کرد تا در بازی‌های المپیک تابستانی ۲۰۲۰ شرکت کند، اما به رقابت نپرداخت.
او در فوریهٔ سال ۲۰۲۲ در لایپزیگ، در مسابقات قهرمانی آلمان، در مادهٔ ۲۰۰ متر داخل سالن برندهٔ مقام اول شد. در ژوئن ۲۰۲۲، او عناوین قهرمانی ملی آلمان در هر دو مادهٔ ۱۰۰ متر و ۲۰۰ متر را در برلین به دست آورد. او در مسابقات جهانی دو و میدانی ۲۰۲۲ در یوجین، اورگن در مادهٔ ۲۰۰ متر به رقابت پرداخت.
آنزا در ابتدای سال ۲۰۲۳ یک رکورد شخصی جدید در مادهٔ دو ۶۰ متر ثبت کرد، اما بیشتر سال را به دلیل آسیب‌دیدگی از دست داد.
او به فینال مسابقات دو و میدانی اروپا ۲۰۲۴ در رم در مادهٔ ۱۰۰ متر صعود کرد و در فینال با زمان ۱۰.۱۷ ثانیه پنجم شد. او همچنین در این مسابقات موفق به کسب مدال برنز در ۴ × ۱۰۰ متر امدادی شد.
در ژوئن ۲۰۲۴، او در مسابقات قهرمانی آلمان در براونشوایگ، مادهٔ ۱۰۰ متر را برد و برای اولین بار سد ۱۰ثانیه‌ای را شکست.

## زندگی شخصی
اوون آنزا از مادری آلمانی و پدری غنایی متولد شده است. پدر او در سال ۱۹۸۸ به آلمان مهاجرت کرده و پیش از آن در غنا در رشتهٔ دو و میدانی فعالیت می‌کرد. او دو خواهر دارد.

## موفقیت‌ها
ملی
- ۲۰۱۹ رتبه ۱ قهرمانی زیر ۲۳ سال آلمان (۴ × ۱۰۰ متر)
- ۲۰۱۹ رتبه ۲ قهرمانی زیر ۲۰ سال آلمان (۴ × ۴۰۰ متر)
- ۲۰۲۰ رتبه ۳ قهرمانی سالن آلمان (۲۰۰ متر)
- ۲۰۲۱ رتبه ۱ قهرمانی آلمان (۲۰۰ متر)
- ۲۰۲۲ رتبه ۱ قهرمانی آلمان (۱۰۰ متر)
- ۲۰۲۴ رتبه ۱ قهرمانی آلمان (۱۰۰ متر)

بین‌المللی
- ۲۰۲۱ رتبه ۳ قهرمانی تیمی اروپا (۲۰۰ متر)
- ۲۰۲۱ رتبه ۱ قهرمانی تیمی اروپا (۴ × ۱۰۰ متر)
- ۲۰۲۱ رتبه ۱ مسابقات جهانی دو و میدانی (۴ × ۲۰۰ متر)
- ۲۰۲۱ حضور در المپیک (۴ × ۱۰۰ متر)
- ۲۰۲۴: رتبه ۵ قهرمانی اروپا (۱۰۰ متر)، رتبه ۳ قهرمانی اروپا (۴ × ۱۰۰ متر)